# ريفادافيا (بحيرة)
بحيرة ريفادافيا (بالأسبانية Lago Rivadavia) هي بحيرة تقع في مقاطعة تشوبوت في الأرجنتين.
وهي ثاني أكبر بحيرة بعد بحيرة تشوليلا في سلسلة بحيرات نهر فوتاليوفو والتي تتدفق عبر بحيرة إيلتشو ونهر إيلتشو إلى المحيط الهادئ في تشيلي.
تقع البحيرة في سلسلة جبل الأنديز، وهي من أصل جليدي وتحتل واديا ضيقا بين قمم جليدية.
تقع مساحة أغلب البحيرة باستثناء القسم الشمالي ضمن متنزه لوس أليرسيس الوطني .